# Штефан Ружичка
Штефан Ружичка (словац. Štefan Ružička; 17 лютого 1985, м. Нітра, ЧССР) — словацький хокеїст, правий нападник.
Виступав за ХК «Нітра», «Оуен-Саунд Аттак» (ОХЛ), «Пітерборо Фантомс» (АХЛ), «Філадельфія Фантомс» (АХЛ), «Філадельфія Флайєрс», Спартак Москва, Салават Юлаєв, Торос, Авангард, Лозанна, Слован (Братислава), Оцеларжи, Спарта (Прага).
В чемпіонатах НХЛ — 55 матчів (4+13).
У складі національної збірної Словаччини провів 19 матчів (6 голів, 0+0); учасник чемпіонатів світу 2009 і 2011 (11 матчів, 2+2). У складі молодіжної збірної Словаччини учасник чемпіонатів світу 2004 і 2005. У складі юніорської збірної Словаччини учасник чемпіонатів світу 2002 і 2003.
Досягнення
- Срібний призер юніорського чемпіонату світу (2003)